# Dena DeRose

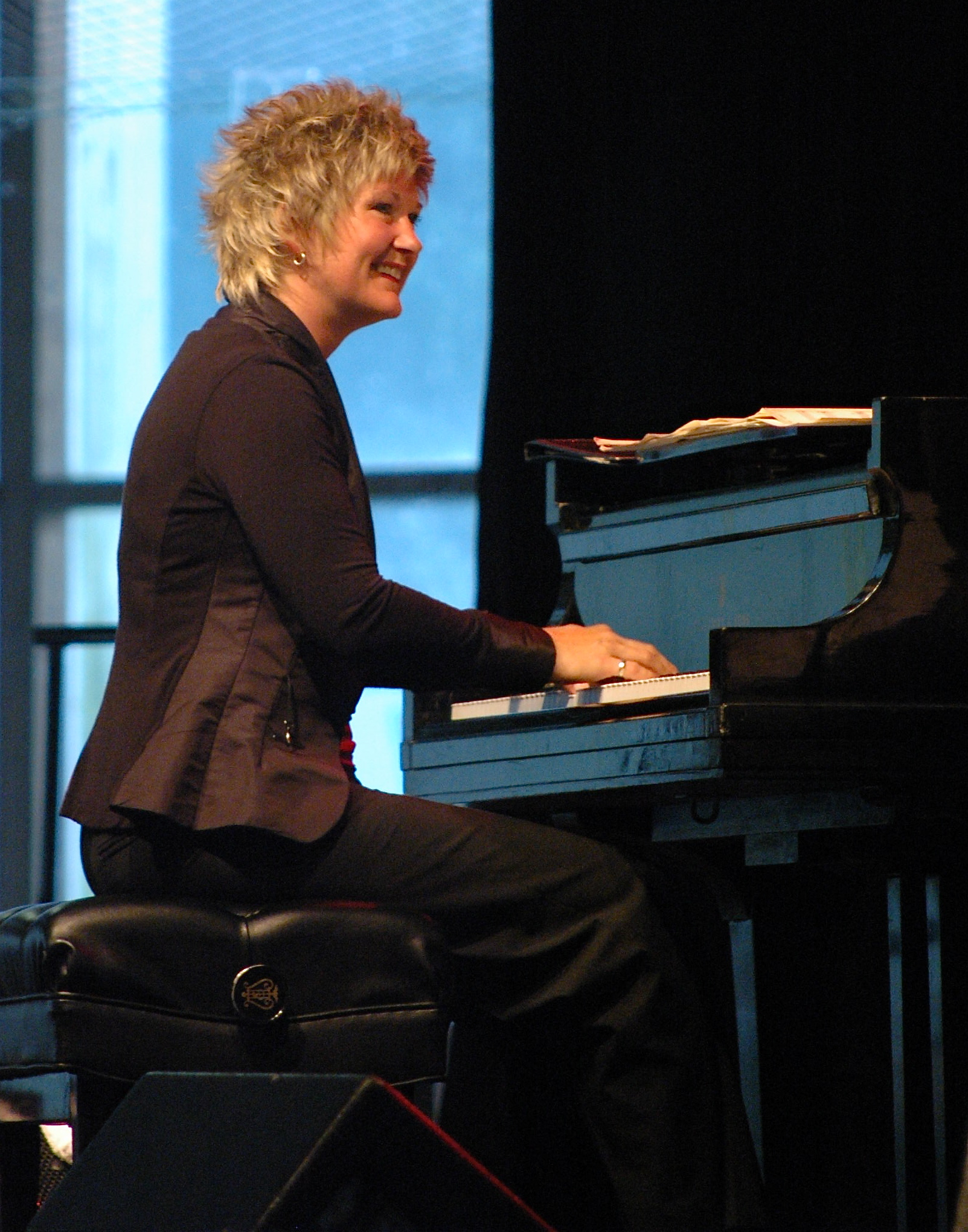
Dena DeRose (2009)

Dena DeRose (*  15. Februar 1966 in Binghampton) ist eine amerikanische Jazzmusikerin (Gesang, Piano, Komposition).

## Leben und Wirken
DeRose begann mit drei Jahren Klavier zu spielen; neben dem Klavierunterricht erhielt sie auch Unterweisung auf der klassischen Orgel und dem Schlagzeug. In der Schule trat sie mit dem Sinfonieorchester, der Marching Band und der Jazzband auf und begleitete Musicals. Sie studierte klassisches Klavier an der SUNY Binghamton und begann ihre Karriere als Jazz- und Unterhaltungspianistin im Hinterland von New York. Mitte der 80er Jahre begann eine Arthritis und ein Karpaltunnelsyndrom ihr Spiel zu behindern – so begann sie zu singen. Sie kombinierte nach mehreren Operationen und Genesung ihre beiden gleichwertigen Talente.
1991 zog DeRose nach New York City, wo sie anfing, in der Clubszene zu arbeiten. Sie leitete ein eigenes Trio und trat auch bei Jazzfestivals auf. Ihr Repertoire umspannt die relevanten Jazz-Standards, die sie im Wesentlichen über Schallplattenaufnahmen lernte, und eigene Kompositionen. Auch hat sie mit Randy Brecker, Bruce Forman, Ray Brown, Clark Terry, Benny Golson, Houston Person, John Clayton und Ken Peplowski zusammengearbeitet. DeRose legte ihr Debütalbum unter eigenem Namen 1996 vor (Introducing Dena DeRose auf Sharp Nine Records), gefolgt von Another World (1999), I Can See Clearly Now (2001) und Love's Holiday (2002). DeRose wechselte zu MaxJazz für mehrere Alben, darunter A Walk in the Park (2005) und Travelin' Light (2012). Mit We Won't Forget You (2014) würdigte sie dann Shirley Horn, eines ihrer Vorbilder. 2016 veröffentlichte DeRose ihr zwölftes Album United mit ihrem langjährigen Trio (aus Martin Wind und Matt Wilson) mit Gastauftritten von Ingrid Jensen und Peter Bernstein. 2020 legte sie das Album Ode to the Road vor.
Seit 2006 ist sie als Professorin für Jazzgesang an der Universität für Musik und darstellende Kunst Graz tätig; sie lehrte auch an der Manhattan School of Music und am Prins Claus Conservatorium in Groningen.
In Johnson City (New York) wurde Dena DeRose 2021 gemeinsam mit Al Hamme und Slam Stewart durch ein großflächiges Wandgemälde geehrt.